# Saarmund
Saarmund è una frazione del comune tedesco di Nuthetal, nel Brandeburgo.

## Storia
Il centro abitato di Saarmund fu nominato per la prima volta nel 1217.
Il 26 ottobre 2003 il comune di Saarmund fu fuso con i comuni di Bergholz-Rehbrücke, Fahlhorst, Nudow, Philippsthal e Tremsdorf, formando il nuovo comune di Nuthetal.